# گریگوریس آقتامارتسی
گریگوریس آقتامارتسی (به ارمنی: Գրիգորիս Աղթամարցի) از دیگر چهره‌های درخشان ادبیان سده شانزدهم ارمنی است. آقتامارتسی که اسقف نیز بود، شاعذ زیبایی و عشق و لذت و جذبه‌های طبیعت است. مقام عالی کلیسایی به هیچ وجه مانع از آن نشده که آقتامارتسی از زندگی عادی مردم و مناسبات اجتماعی سخن به میان آورد؛ و دردها و رنج‌های مردم و مناسبات ناعادلانهٔ اجتماعی را در آثارش منعکس کند. آقتامارتسی که از فعالان اجتماعی و متفکران مترقی عصر خویش نیز بود، به رغم قید و بندهای کلیسا، عشق به زن و زیبایی‌های احساس‌های عاشقانه را در غزل‌هایش با زبانی دلنشین و تصاویری با شکوه بیان کرده‌است. آقتامارتسی که دارای زبان شعری بسیار غنی و استادانه ئی است در برخی از اشعارش مفاهیم فلسفی را طرح کرده و در پاره ئی دیگر به تحسین و تقدیس میهن‌پرستی قهرمانان ملی پرداخته‌است.